# Hôtel du Barry (Paris)
Cet article concerne un hotel particulier à Paris. Pour l'hotel particulier homonyme à Toulouse, voir Hôtel Dubarry.
L'hôtel du Barry est construit, en 1752, rue de la Jussienne, par l'architecte Pierre Quirot-le-Jeune pour son propre usage, dans un style de transition entre Louis XV et Louis XVI.
Il offre des ferronneries et une ornementation d'agrafes et de consoles qui sont exceptionnelles.
En façade, un avant-corps saillant court sur deux travées et s'élève sur trois niveaux, le niveau d'attique étant séparé des deux autres par une imposante corniche sculptée à modillons.
En 1975, l'Assistance publique - Hôpitaux de Paris (AP-HP), qui en est alors propriétaire, le vend au Ministère du Travail.
Il est inscrit aux Monuments historiques depuis le 9 octobre 1996.